# 신길책마루문화센터
신길책마루문화센터은 서울특별시 영등포구 신길동 4946 에 위치한 도서관이다.

## 연혁
- 2025년 5월 30일: 개관

## 시설 현황
| 층수     | 용도                       |
| -------- | -------------------------- |
| 5층      | 도서관, 휴게실             |
| 4층      | 도서관                     |
| 3층      | 어린이도서관               |
| 2층      | 사무공간                   |
| 1층      | 로비, 다목적체육관, 북카페 |
| 지하 1층 | 주차장                     |
| 지하 2층 | 수영장                     |

## 사진

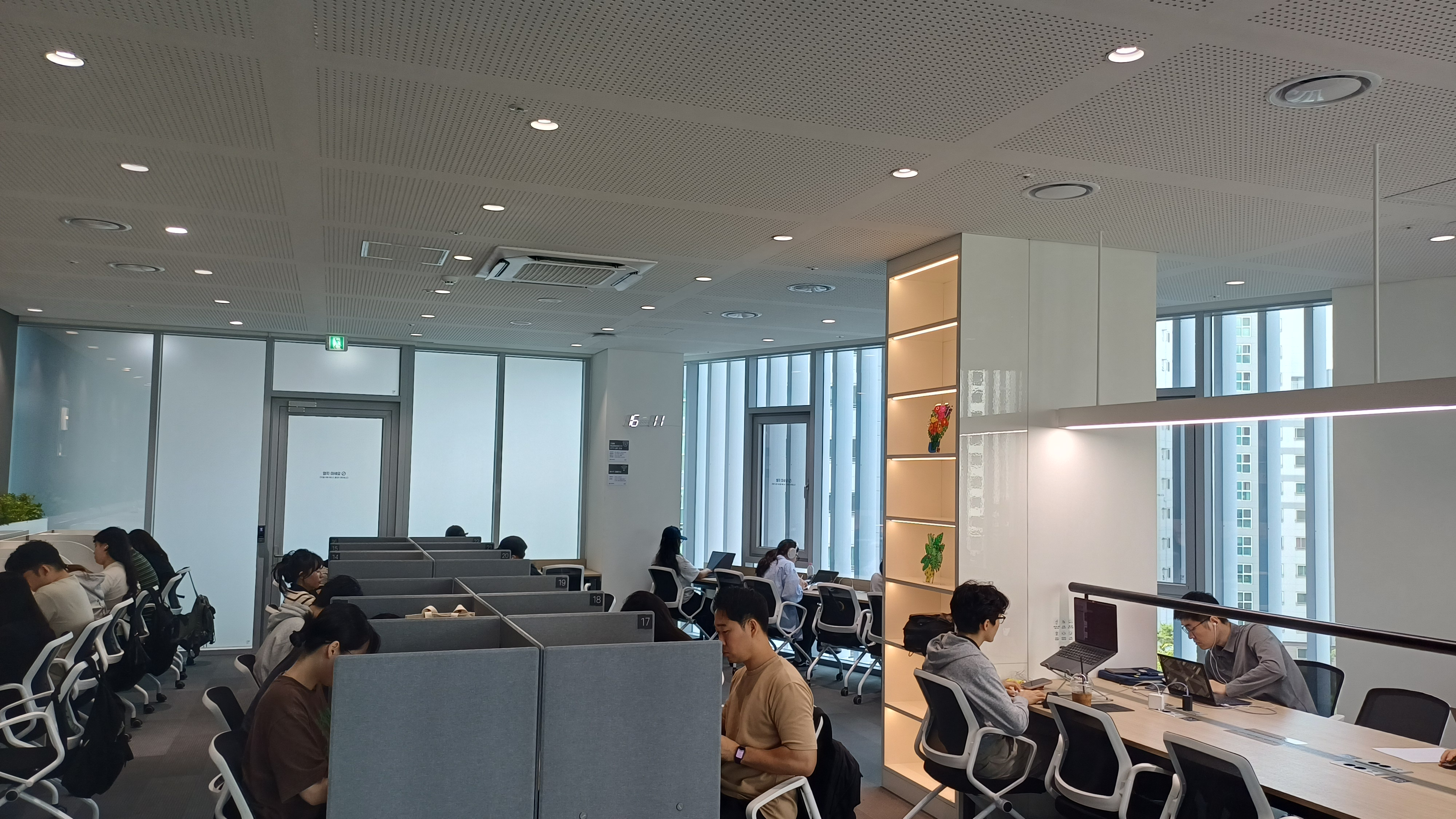
신길책마루문화센터 미디어실
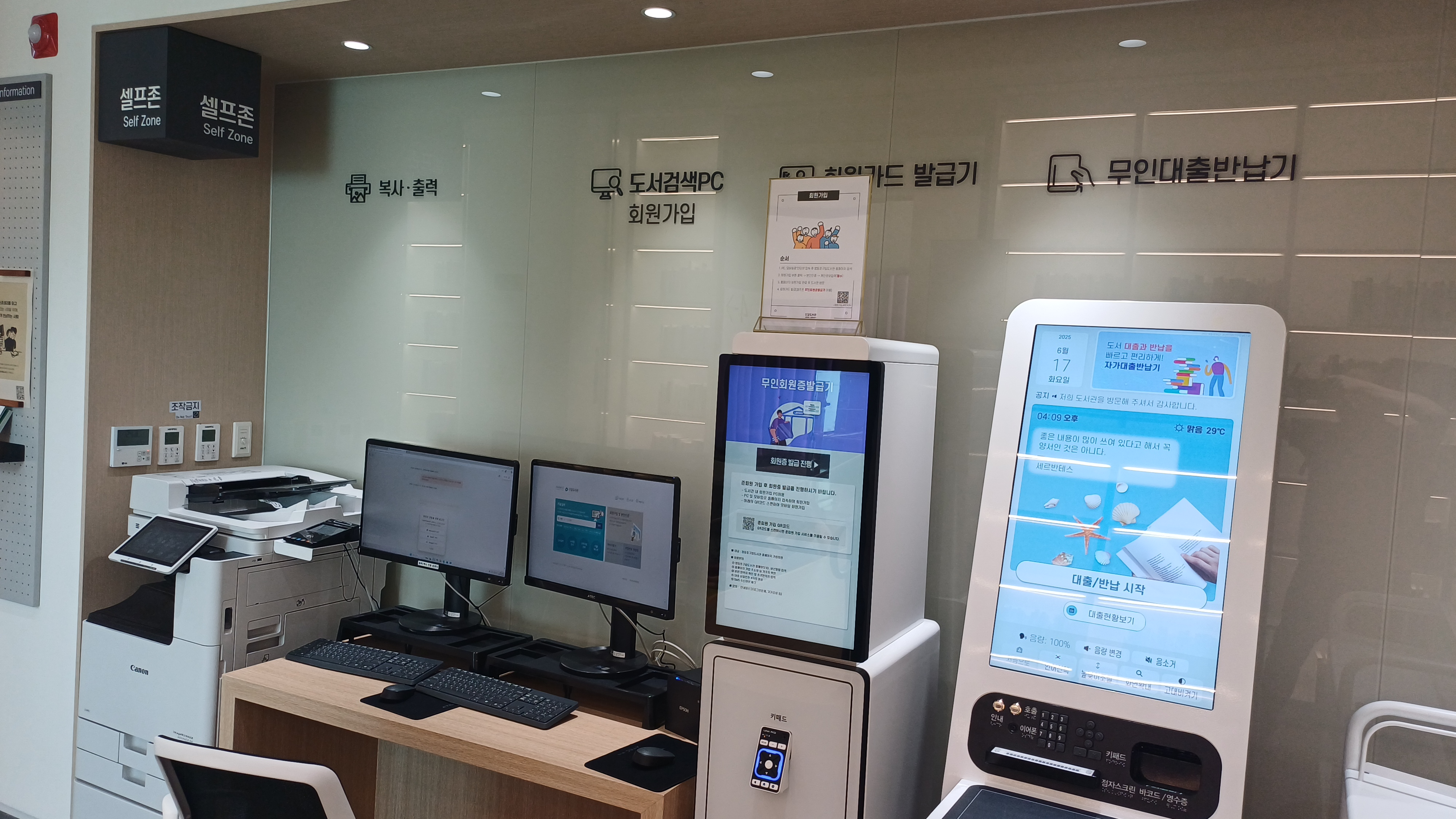
신길책마루문화센터 도서대출반납기
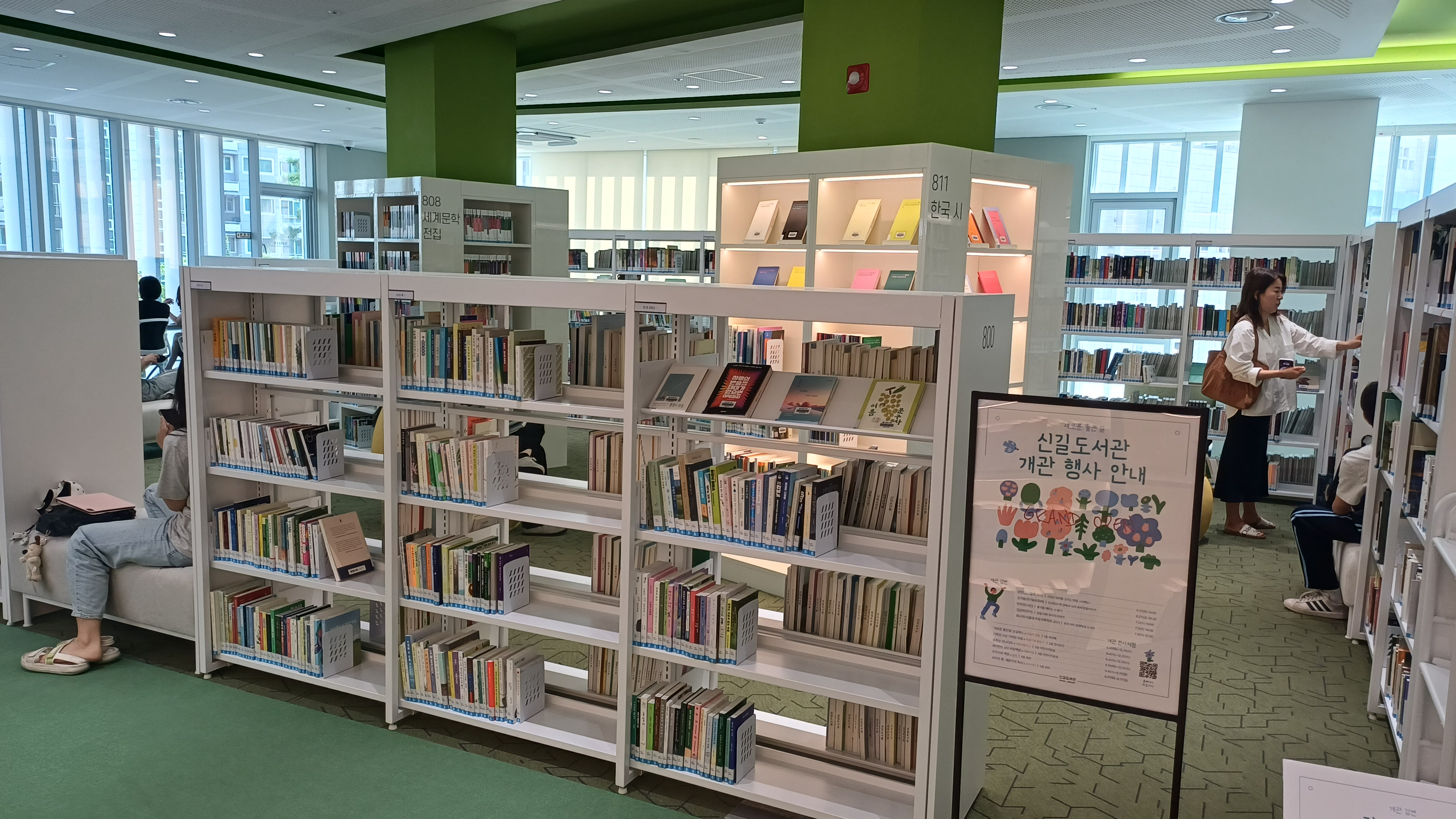
신길책마루문화센터 일반자료
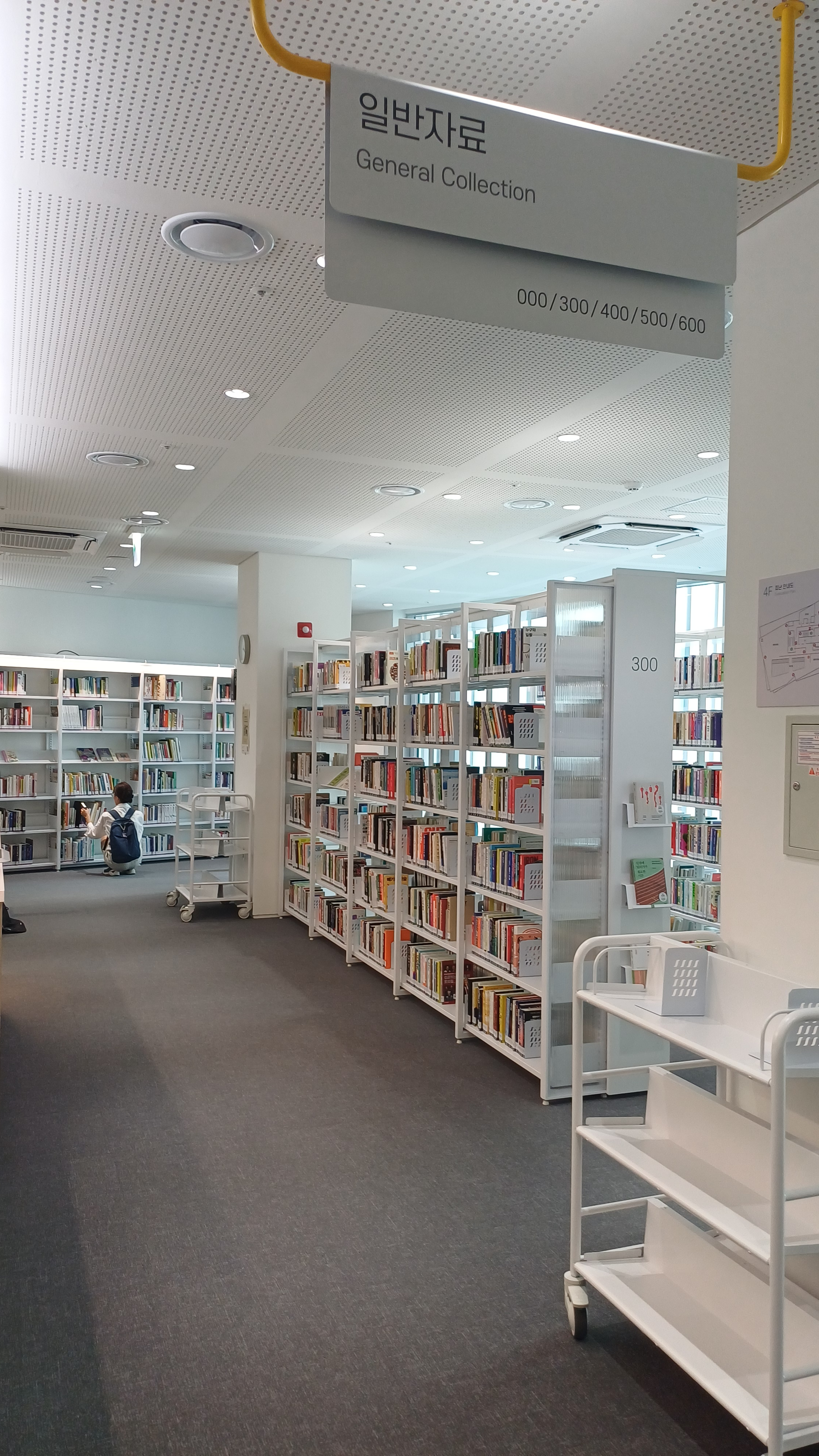
신길책마루문화센터 일반자료  2
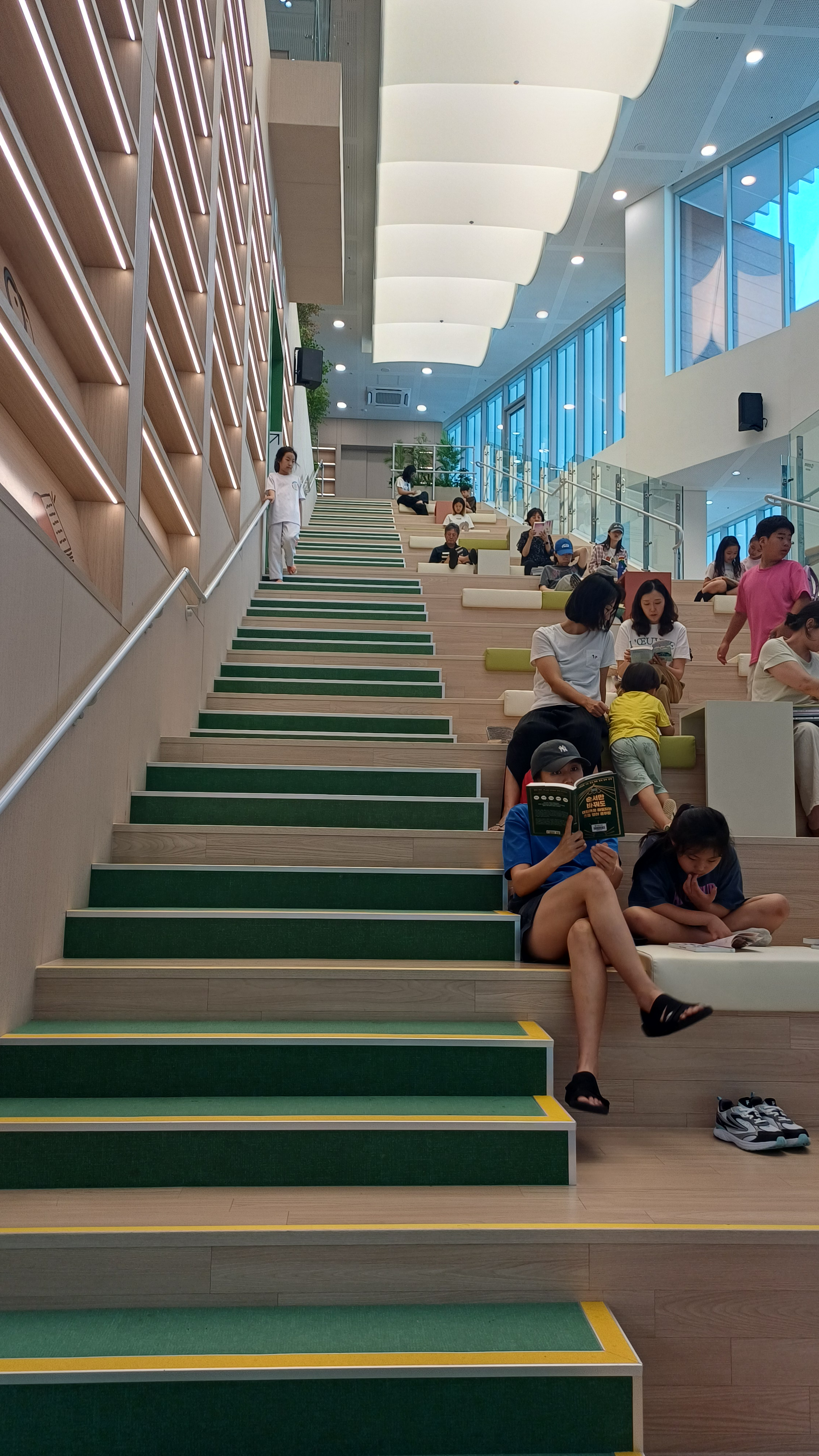
신길책마루문화센터 계단 2
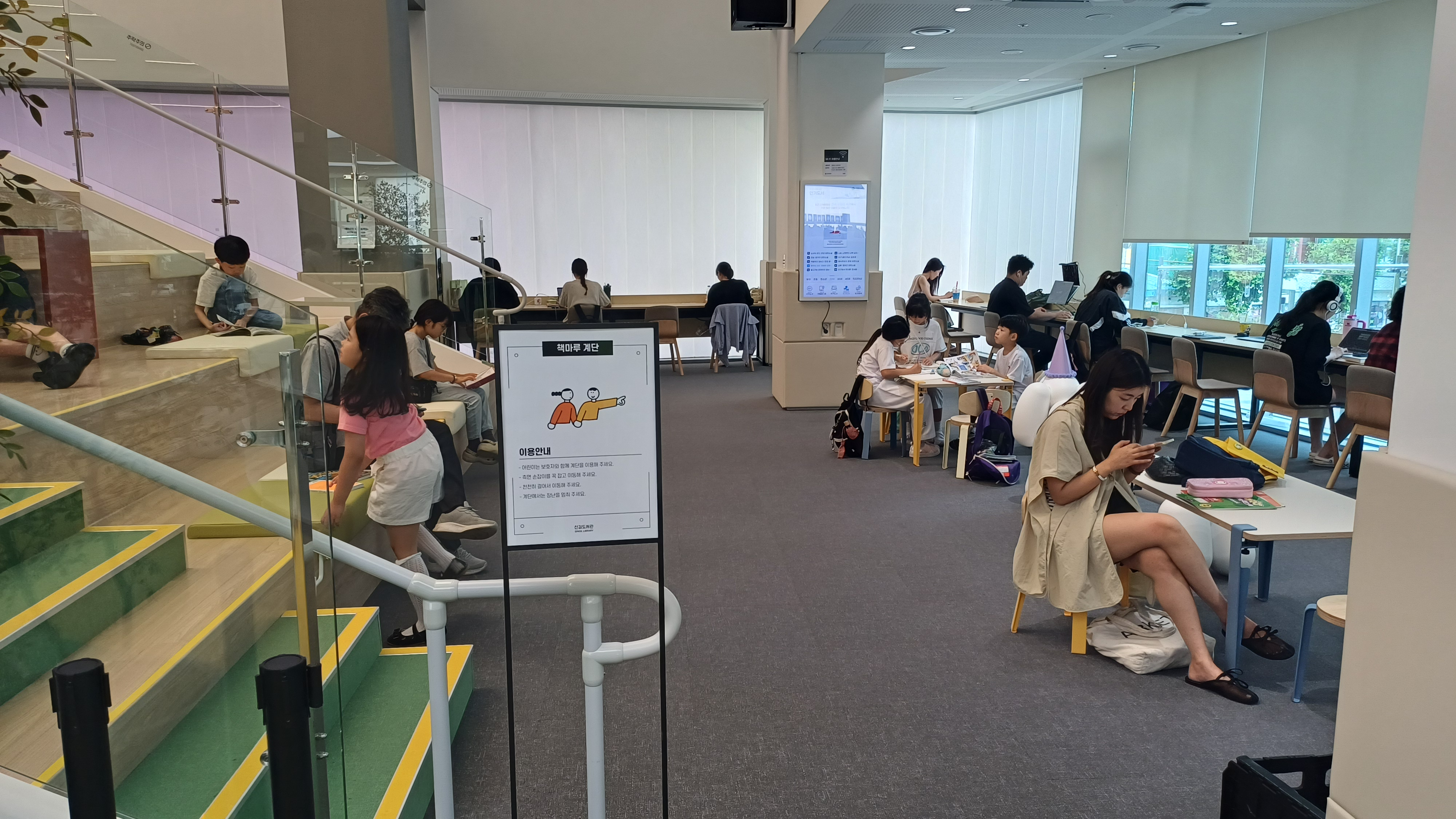
신길책마루문화센터 휴게실
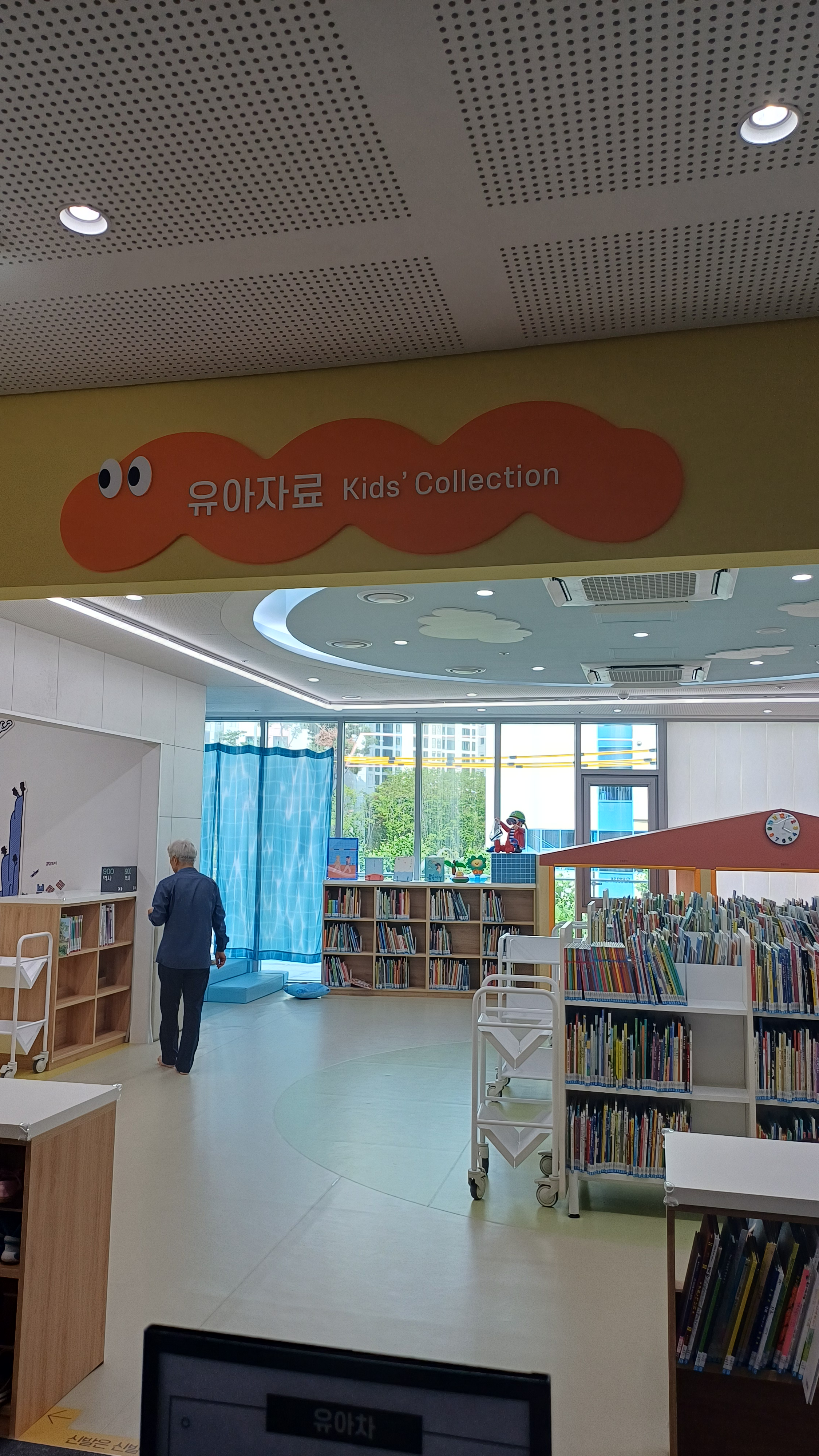
신길책마루문화센터 유아자료
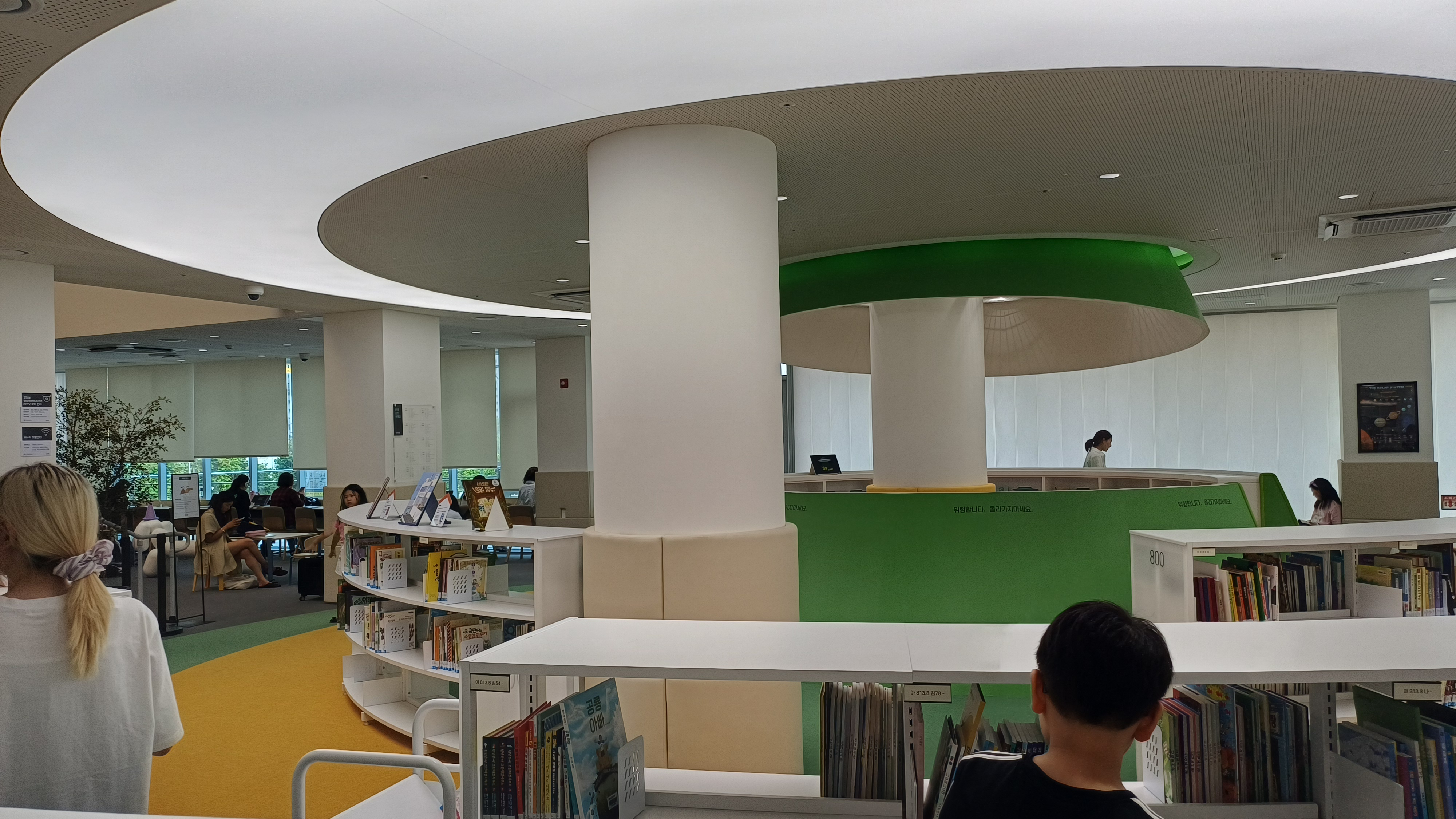
신길책마루문화센터 유아자료 2
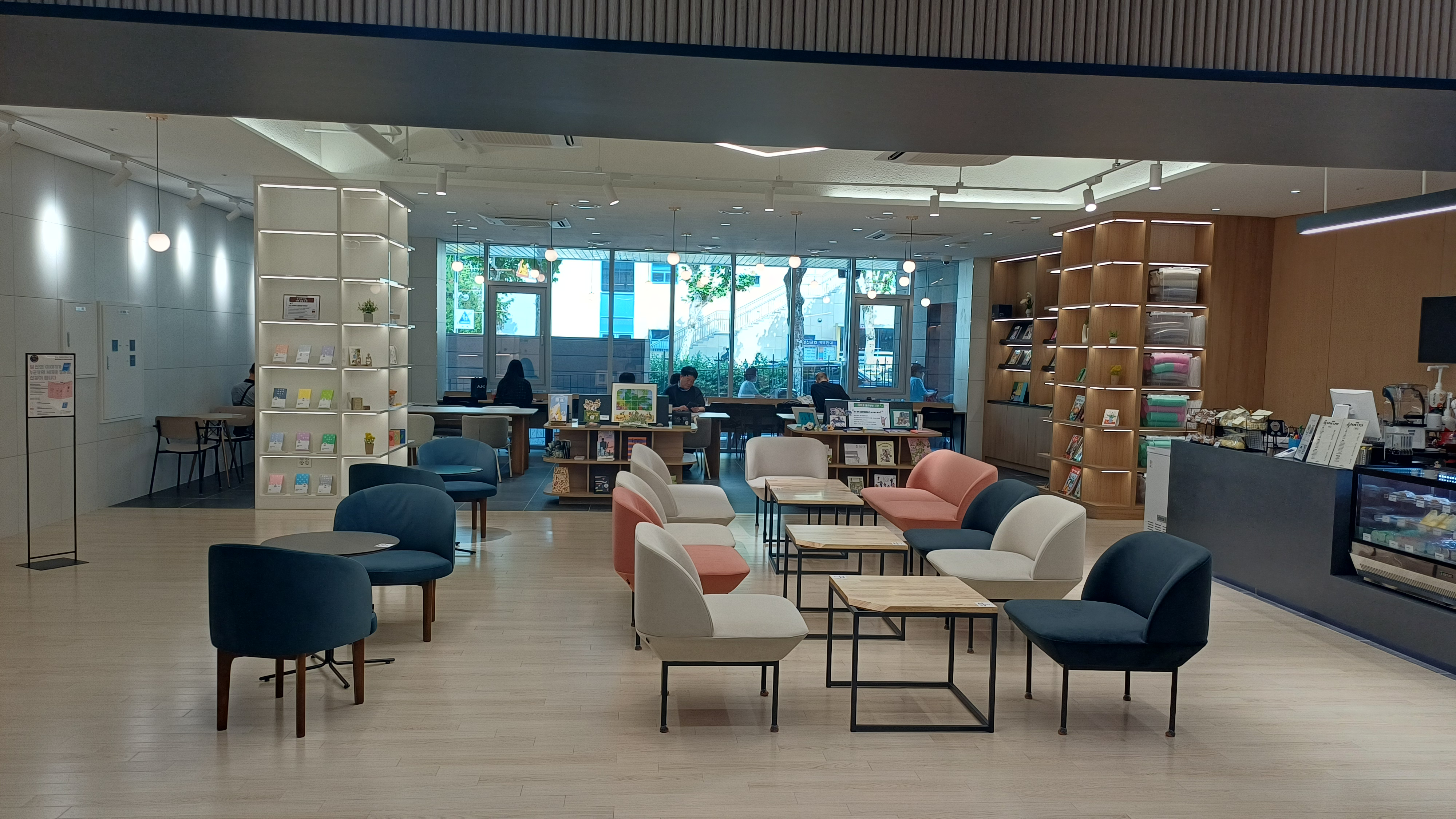
1층 카페 내부